# Paulette McWilliams

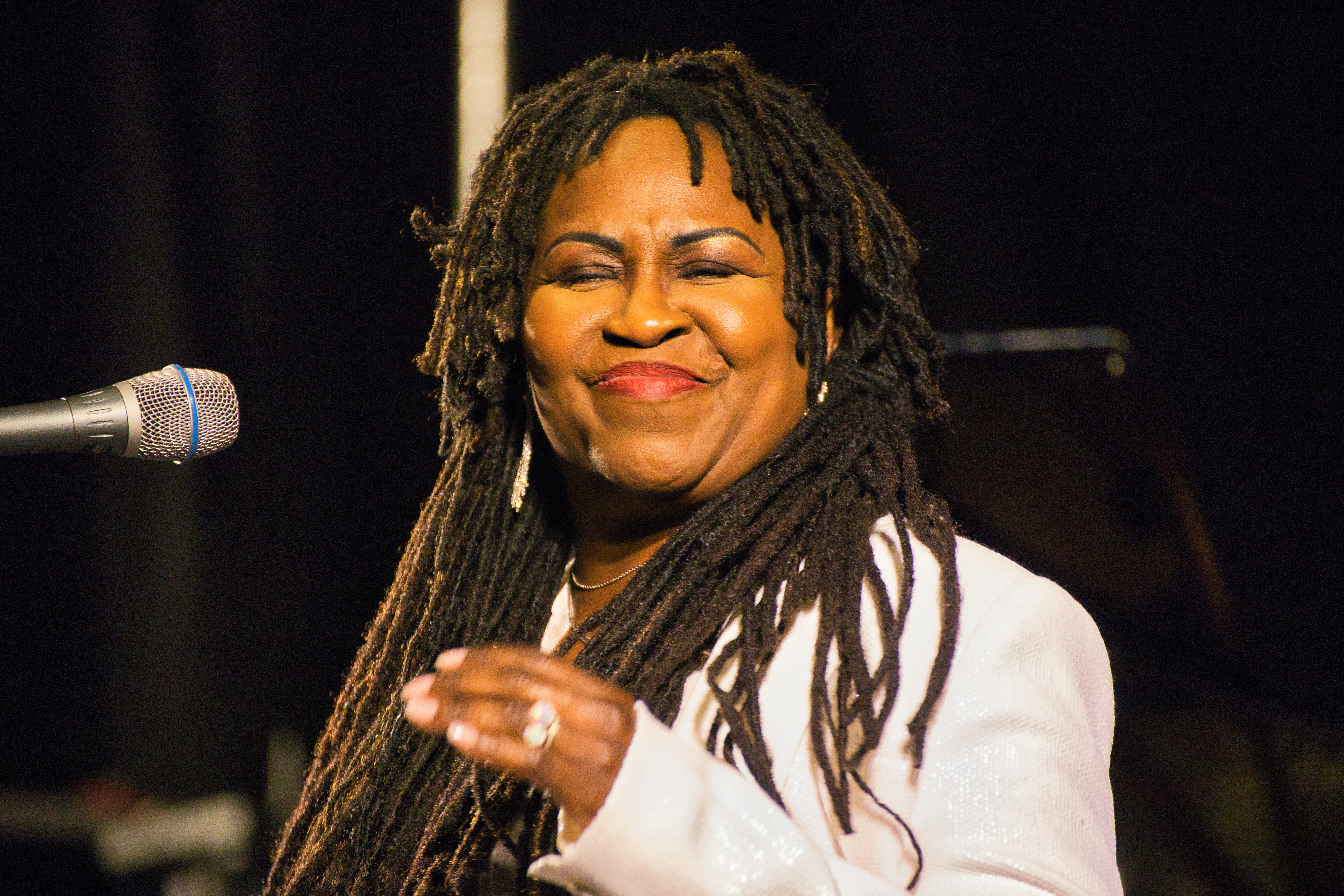
Paulette McWilliams auf dem INNtöne Jazzfestival 2021

Paulette McWilliams (* 10. Dezember 1948 in Chicago) ist eine amerikanische Sängerin, die sich zwischen Jazz, R&B, House, Musical und Rockmusik bewegt.

## Leben und Wirken
McWilliams sang als Leadsängerin von 1970 bis 1973 bei der Funkband Rufus, teilweise gemeinsam mit Chaka Khan, die sie in die Gruppe holte. Aufgrund ihrer Mitwirkung an einer von Donny Hathaway und Phil Upchurch produzierten Aufnahme wurde Quincy Jones auf sie aufmerksam. Sie wurde Solo-/Leadsängerin während seiner Body Heat-Tour und auf seinem Album Mellow Madness (1975; den  Titelsong schrieb sie mit Jones). Danach tourten sie durch Japan, wo sie im Duett mit Sarah Vaughan zu hören war. 1977 erschien ihr Debütalbum Never Been Here Before bei Fantasy.
Nach ihrem Umzug nach New York City sang McWilliams bei Luther Vandross und war ab Forever For Always For Love (1982) für 20 Jahre an seinen Alben und Tourneen beteiligt. Weiterhin sang sie mit Marvin Gaye auf dessen letzter Tournee im Duo. Sie nahm auch Duette mit Johnny Mathis auf und sang ein Solo auf Noel Pointers Album Never Lose Your Heart.
Als Backgroundsängerin arbeitete McWilliams bei Diana Ross, David Bowie, Aretha Franklin (Jump to It), Whitney Houston, Herbie Hancock, Anastacia, Celine Dion, Michael Jackson (Don’t Stop ’Til You Get Enough), Billy Idol und Bette Midler. 2007 erschien mit Flow ihr zweites Album unter eigenem Namen (nur in Japan), gefolgt von Telling Stories (2012), einer Gemeinschaftsproduktion mit Tom Scott. Kamau Kenyatta produzierte ihr Album A Woman’s Story (2021). Mit Nat Adderley junior ist sie international auf Jazzfestivals aufgetreten, etwa bei INNtöne.